# John Napoleon Brinton Hewitt
John Napoleon Brinton Hewitt (Reserva Tuscarora, 1859-1937) fue un etnólogo y antropólogo iroqués. Era un personaje de origen étnico diverso (francés, oneida, tuscarora, inglés y escocés). Desde 1880 comenzó a estudiar las lenguas iroquesas y a recoger leyendas y mitos iroqueses para John Wesley Powell. Publicó artículos en American Anthropologist y Iroquois Cosmology and Seneca Fiction, Legends, and Myths en los informes anales del Bureau of American Ethnology. De 1912 a 1926 fue tesorero de la Sociedad Antropológica de Washington, de la que fue presidente (1932-1934). También fue miembro de la Sociedad de Indios Americanos.